# Dezső Miklós Imre
Dezső Miklós Imre (Répceszemere, 1804. október 26. (keresztelésének napja) – 1829. április 4.) piarista rendi pap és tanár.

## Élete
A rendbe 1821. október 9. lépett Kecskeméten, ahol az újoncévek után, próbatanításként Besztercén, Erdélyben az alsóbb osztályúakat, azután Kolozsvárt a bölcseletet tanította, mire Nyitrán és Szentgyörgyön a teológiát tanulta; az egyháziakból és egyháztörténelemből az egyetemen tett szigorlatot. Ezután Nagykanizsára helyezték, hol a nyelvtani osztályokban volt tanár, de tüdővészt kapott, és meghalt.

## Munkái
- Votum pietatis rev. ac. eximio patri Alexio Innocentio Greschner s. p. domus rectori, parocho et gymn. regii Bistritziensis directori, dum festum nominis recoleret, oblatum Bistritzii, 1824